# Kameron McGusty
Kameron Alexander McGusty (Katy, 9 settembre 1997) è un cestista statunitense.

## Carriera
Trascorsi gli anni del college tra l'Università dell'Oklahoma e l'Università di Miami, partecipa alle Draft Combine e alla NBA Summer League del 2022 con i Detroit Pistons. Nel corso della sua carriera collegiale è stato inserito nel primo quintetto "All-Newcomer" da freshman e, alla fine del suo ultimo anno, nel primo quintetto della Atlantic Coast Conference. Firma il suo primo contratto da professionista il 25 agosto del 2022, con l'Assigeco Piacenza, nella Serie A2 italiana, chiudendo la regular season a 20 punti di media, il migliore all'interno del Girone Verde. Nella stagione 2023-2024 è nella Pro A francese con la maglia di Limoges, partendo prevalentemente dalla panchina e chiudendo con 9,6 punti in 21,7 minuti di media.

## Statistiche

### NCAA
| Anno      | Squadra          | PG  | PT  | MP   | TC%  | 3P%  | TL%  | RP  | AP  | PRP | SP  | PP   |
| --------- | ---------------- | --- | --- | ---- | ---- | ---- | ---- | --- | --- | --- | --- | ---- |
| 2016-2017 | Oklahoma Sooners | 31  | 17  | 24,9 | 43,0 | 35,2 | 77,8 | 2,2 | 0,9 | 0,8 | 0,3 | 10,9 |
| 2017-2018 | Oklahoma Sooners | 32  | 8   | 18,5 | 42,3 | 33,3 | 75,0 | 1,9 | 0,3 | 0,3 | 0,0 | 8,0  |
| 2019-2020 | Miami Hurricanes | 28  | 21  | 29,5 | 43,5 | 32,8 | 75,0 | 4,0 | 1,6 | 0,7 | 0,2 | 10,7 |
| 2020-2021 | Miami Hurricanes | 20  | 18  | 33,3 | 44,5 | 32,0 | 82,1 | 3,8 | 2,8 | 1,3 | 0,1 | 13,3 |
| 2021-2022 | Miami Hurricanes | 37  | 37  | 34,0 | 47,6 | 35,5 | 81,4 | 4,9 | 2,4 | 1,8 | 0,3 | 17,8 |
| Carriera  | Carriera         | 148 | 101 | 27,8 | 44,7 | 34,0 | 78,9 | 3,4 | 1,5 | 1,0 | 0,2 | 12,6 |

#### Massimi in carriera
- Massimo di punti: 29 vs Lipscomb (8 dicembre 2021)[6]
- Massimo di rimbalzi: 12 vs North Texas (26 novembre 2021)
- Massimo di assist: 7 vs Clemson (27 febbraio 2021)
- Massimo di palle rubate: 5 vs Texas-Austin (14 febbraio 2017)
- Massimo di stoppate: 3 vs Lipscomb (8 dicembre 2021)
- Massimo di minuti giocati: 44 (2 volte)

## Palmarès

### Squadra
- Campionato polacco: 1

Legia Varsavia: 2024-2025

### Individuale
- Big 12 All-Newcomer Team:1

University of Oklahoma: 2016-2017
- All-ACC First Team: 1

University of Miami: 2021-2022